# Nuestra Señora del Sagrado Corazón
Nuestra Señora del Sagrado Corazón (en francés: Notre Dame du Sacré Coeur, en inglés: Our Lady of the Sacred Heart, en italiano: Nostra Signora del Sacro Cuore) es una advocación mariana, título otorgado a  María (madre de Jesús) por el Padre Julio Chevalier en 1857. María muestra el corazón de su hijo mientras Jesús señala a su madre.

## Historia
En 1854, en Issoudun (Francia), durante la novena de la Inmaculada Concepción, el padre Julio Chevalier promete que si su sueño de formar una congregación misionera en honor al Sagrado Corazón de Jesús se hace realidad, enseñará a los fieles amar a María de una manera especial.

Art. III.- En testimonio de gratitud hacia María, la considerarán como su Fundadora y su Soberana, la asociarán a todas sus obras y la harán amar de un modo peculiar
Promesa de Chevalier con María

Durante las diversas novenas realizadas a la Virgen María, Chevalier obtiene varias donaciones económicas que le permiten construir la Basílica de Nuestra Señora del Sagrado Corazón en Issoudun (Francia) y en 1857 consolida su Cofradía y da a María el nuevo nombre:

...Al pronunciar este nombre, agradecemos y glorificamos a Dios, porque ha escogido a María entre todas las criaturas para formar en su seno virginal el Corazón adorable de Jesús. Reconocemos mediante este título especial, resumen en cierto modo de los demás títulos de María, el inefable poder que el dulcísimo Salvador le ha concedido sobre su Corazón adorable. Suplicamos a esta compasiva Madre que nos conduzca al Corazón de su Hijo... Como el poder de María sobrepasa cuanto nuestra débil razón puede concebir, y Jesús escucha siempre las humildes súplicas y ruegos de su Madre, le confiaremos el éxito de las causas difíciles y desesperadas...
Julio Chevalier.

## Iconografía
Julio Chevalier creó en 1861 una vidriera donde aparece María y Jesús de pie, el niño toca con la mano izquierda su corazón y con la derecha señala a su madre en alto enviando el mensaje que por medio de María los fieles pueden llegar al corazón de Jesús. En 1868 el Papa Pio IX bendice un par de coronas las cuales se colocan en la vidriera de Nuestra Señora del Sagrado Corazón y la Congregación se convierte en una Archicofradía.
A finales del siglo XIX se propaga esta devoción por América y Europa por lo que El Vaticano decide hacer cambios en la imagen, e inicia la representación del Sagrado Corazón de Jesús siendo todavía un niño y en brazos de su madre, mientras María muestra el corazón de su hijo.
|                                            |
| Iconografía según Julio Chevalier en 1870. |

|                      |
| Iconografía en 1904. |

|                                             |
| Iconografía desde 1920 hasta la actualidad. |

|                                                      |
| Imagen en la Iglesia del Sagrado Corazón de Sevilla. |

## Oración a Nuestra Señora del Sagrado Corazón

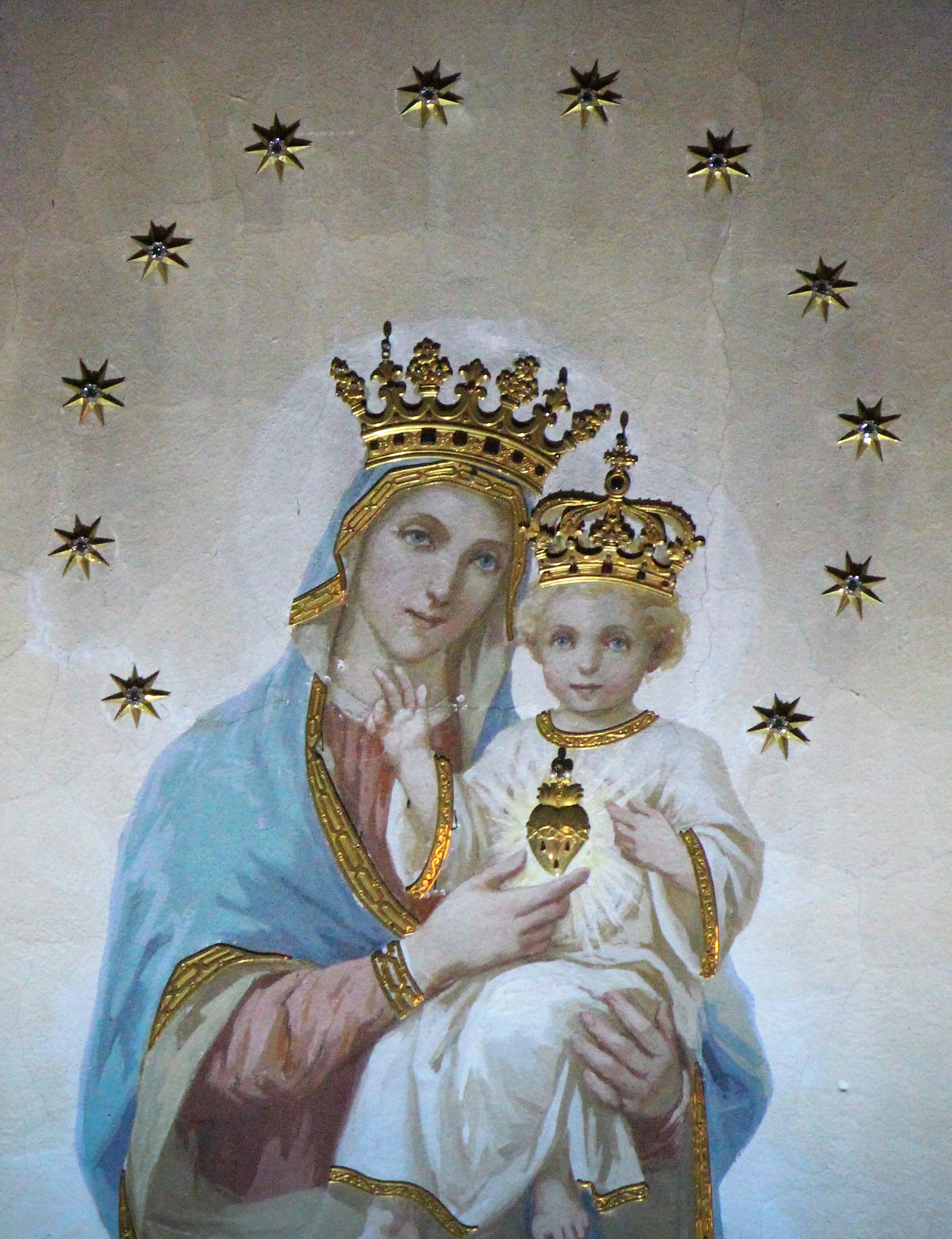
N. Sra del Sagrado Corazón - Iglesia en Plaza Navona - Roma

Acuérdate, Nuestra Señora del Sagrado Corazón, de las maravillas que el Señor hizo en Ti:

Él te escogió por Madre y te quiso junto a su Cruz.

Ahora te hace partícipe de su gloria y escucha tu súplica.

Ofrécele nuestras alabanzas y nuestra acción de gracias.

Preséntale nuestras peticiones (…).

Haznos vivir, como Tú, en el amor de tu Hijo, para que venga a nosotros su reino.

Conduce a todos los hombres a la fuente de agua viva que brota de su Corazón,

extendiendo sobre el mundo la esperanza y la Paz, la misericordia y La salvación.

Mira nuestra confianza, responde nuestra súplica y muéstrate siempre  nuestra Madre. Amén.

¡Ntra. Señora del Sagrado Corazón, Ruega por nosotros!